# Autobahnkreuz Nürnberg
Das Autobahnkreuz Nürnberg (Abkürzung: AK Nürnberg; Kurzform: Kreuz Nürnberg) ist ein Autobahnkreuz in Bayern, das sich in der Metropolregion Nürnberg befindet. Es verbindet die Bundesautobahn 3 (Oberhausen – Frankfurt am Main – Passau) mit der Bundesautobahn 9 (Berlin – Leipzig – München).

## Geographie
Das Kreuz liegt an der Grenze des gemeindefreien Gebietes Brunn mit dem Haimendorfer Forst im Landkreis Nürnberger Land. Die umliegenden Städte und Gemeinden sind Leinburg, Nürnberg, Röthenbach und Lauf an der Pegnitz. Das Kreuz befindet sich etwa 10 km östlich der Nürnberger Innenstadt und etwa 60 km südlich von Bayreuth.
Es ist ein wichtiger Verkehrsknotenpunkt, da sich hier die wichtigen Verbindungen Niederlande – Österreich/Linz (A 3) und Berlin/Polen – München – Österreich/Innsbruck (A 9) treffen.
Das Autobahnkreuz Nürnberg trägt auf der A 3 die Anschlussstellennummer 88, auf der A 9 die Nummer 51.

## Bauform
Das Autobahnkreuz Nürnberg ist ein Kleeblatt mit TOTSO: Die Hauptfahrbahn der A 3 aus Richtung Würzburg führt als A 9 weiter in Richtung München, sodass für eine Weiterfahrt auf der A 3 in Richtung Regensburg die Spur gewechselt werden muss. Ebenso führt die Hauptfahrbahn der A 9 aus Richtung München als A 3 weiter nach Frankfurt am Main, sodass hier ebenfalls für eine Weiterfahrt nach Berlin die Spur gewechselt werden muss.

## Geschichte

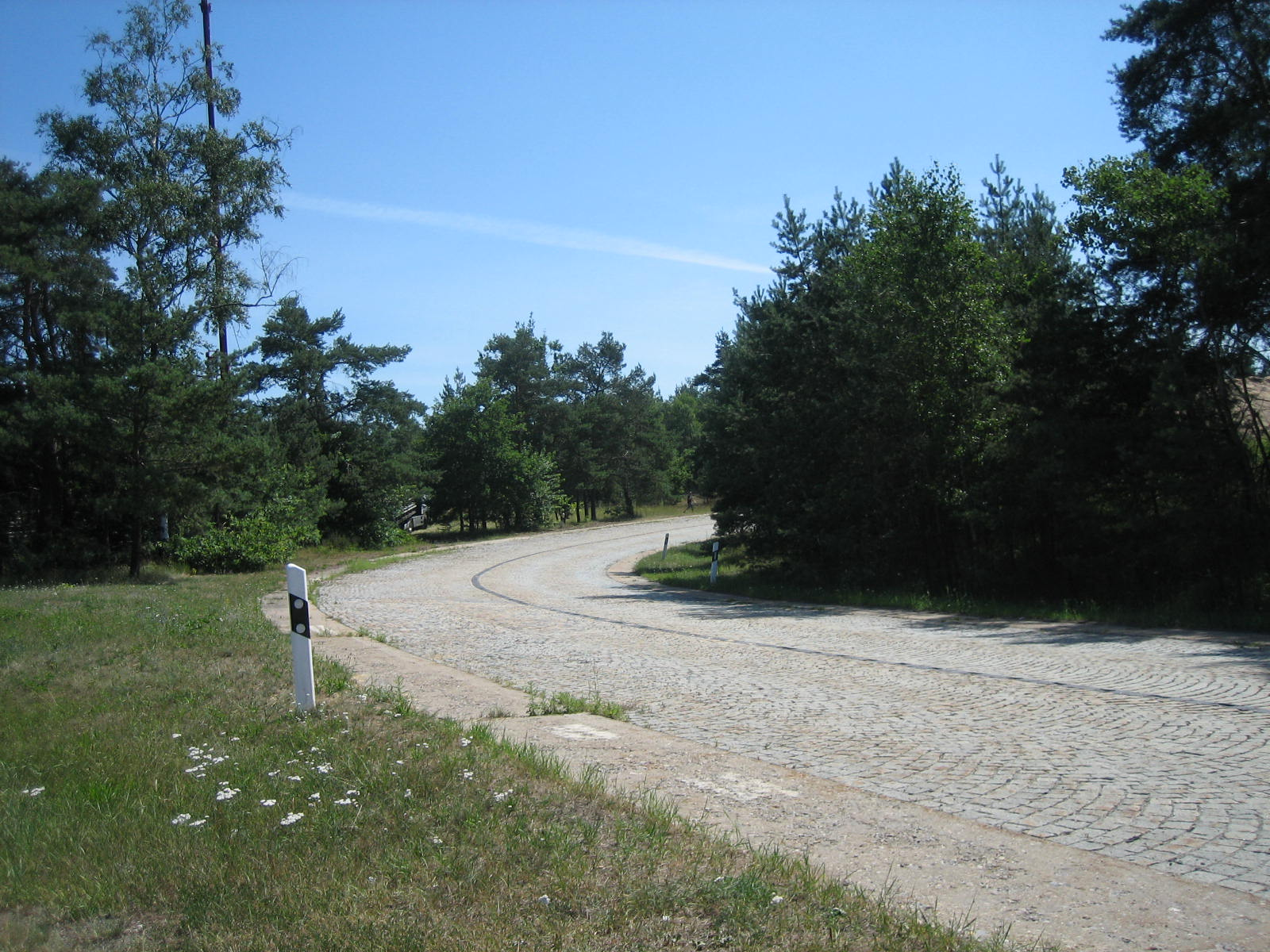
Kopfsteinpflaster im vierten Quadranten des AK Nürnberg (2006)

Ursprünglich wurde das Kreuz Nürnberg als Autobahnkleeblatt errichtet. Nach dem Zweiten Weltkrieg war, bedingt durch die Deutsche Teilung, die A 9 nördlich von Nürnberg nur wenig befahren. Da der Verkehr in Richtung Würzburg deutlich stärker war, wurde das Autobahnkreuz um eine Tangente erweitert. Der ursprünglich für den Wechsel in dieser Richtung gebaute vierte Quadrant des Kleeblatts existiert noch. Er war bis Anfang 2018 noch mit dem ursprünglichen Kopfsteinpflaster versehen und darf nur von der Autobahnmeisterei genutzt werden.

## Verkehrsaufkommen
Das Kreuz wird täglich von etwa 167.000 Fahrzeugen befahren, damit zählt es zu den frequenzstärksten in Bayern.
| Von                         | Nach                        | Durchschnittliche tägliche Verkehrsstärke | Durchschnittliche tägliche Verkehrsstärke | Durchschnittliche tägliche Verkehrsstärke | Anteil Schwerlastverkehr | Anteil Schwerlastverkehr | Anteil Schwerlastverkehr |
| Von                         | Nach                        | 2005                                      | 2010                                      | 2015                                      | 2005                     | 2010                     | 2015                     |
| --------------------------- | --------------------------- | ----------------------------------------- | ----------------------------------------- | ----------------------------------------- | ------------------------ | ------------------------ | ------------------------ |
| AS Nürnberg-Mögeldorf (A 3) | AK Nürnberg                 | 099.000                                   | 096.900                                   | 100.900                                   | 15,0 %                   | 16,1 %                   | 16,0 %                   |
| AK Nürnberg                 | AK Altdorf (A 3)            | 040.000                                   | 040.000                                   | 043.600                                   | 18,8 %                   | 19,7 %                   | 20,7 %                   |
| AS Lauf (A 9)               | AK Nürnberg                 | 070.900                                   | 074.300                                   | 079.300                                   | 14,2 %                   | 14,8 %                   | 15,5 %                   |
| AK Nürnberg                 | AS Nürnberg-Fischbach (A 9) | 103.000                                   | 103.600                                   | 109.700                                   | keine Daten              | 15,8 %                   | 15,7 %                   |